# Ivonne Hartmann
Ivonne Hartmann (* 15. September 1981 in Meiningen) ist eine ehemalige deutsche Fußballspielerin und Diplom-Sportwissenschaftlerin.

## Karriere
Hartmann begann gemeinsam mit Stefanie Pompel bei der Meininger Sportgemeinschaft SG Helba mit dem Fußballspielen. Sie ging 1997 zum USV Jena und spielte 2000/2001 eine Saison lang für den 1. FFC Frankfurt, bevor sie wieder zum niederklassigen FF USV Jena zurückkehrte. Mit Jena stieg sie im Jahr 2008 in die Bundesliga auf und wechselte zwei Jahre später zum VfL Wolfsburg. In den Saisons 2004/05, 2005/06, 2006/07 und 2007/08 konnte sie sich viermal in Folge unter den fünf besten Torjägerinnen der 2. Bundesliga Süd platzieren. Am 25. April 2014 verkündete sie ihre Rückkehr zum FF USV Jena, bei dem sie einen ab 1. Juli 2014 geltenden und bis zum 30. Juni 2015 laufenden Vertrag unterschrieb. Nach dem Ende der Vertragslaufzeit verließ sie den Verein und beendete ihre Karriere.

## Erfolge
- Champions-League-Sieger 2013, 2014
- Deutscher Meister 2001, 2013
- DFB-Pokal-Sieger 2001, 2013

## Sonstiges
- Eintrag in das Goldene Buch der Stadt Meiningen im Juli 2013
- Seit ihrem Karriereende arbeitete sie als Sportlehrkraft für Spielsport, Budo- und Kampfsport an der TU Ilmenau.[9] Aktuell ist sie in gleicher Funktion am Universitätssportzentrum der Bauhaus-Universität Weimar beschäftigt.[10]